# 葛岭镇
葛岭镇是中华人民共和国福建省福州市永泰县下辖的一个镇。

## 行政区划
葛岭镇共辖2个社区及16个行政村：
方广社区、梅岩社区、蕉坑村、小洲村、蒲边村、台口村、溪洋村、万石村、东星村、九老村、葛岭村、溪西村、赤壁村、龙村、立洋村、黄埔村、溪南村和巫洋村。